# Протесты в Сербии (2024)
Протесты в Сербии — общественные и политические протесты, происходившие в Сербии в 2024 году. Среди наиболее заметных и массовых стали экологический протест против добычи лития в долине реки Ядар и протесты, вызванные гибелью людей на железнодорожном вокзале в Нови-Саде.

## Протест против фальсификаций на выборах

### Предпосылки
17 декабря 2023 года в Сербии состоялись внеочередные Парламентские выборы. Нарушения, выявленные при их проведении, а также результаты, вызвали протест со стороны сербской политической оппозиции и сомнения части общества в их легитимности.

### Ход протестов
Республиканская избирательная комиссия объявила окончательные результаты выборов 12 января и отклонила все жалобы оппозиционной коалиции. С требованием отменить результаты выборов в Сербии несколько тысяч граждан собрались 16 января в Белграде на очередной протест, организованный крупнейшей оппозиционной коалицией «Сербия против насилия». Помимо заявлений о нарушениях на выборах, состоявшихся месяцем ранее, организаторы протеста хотели обратить внимание на нераскрытое убийство оппозиционного политика Оливера Ивановича, произошедшее 16 января 2018 года. Протест, начавшийся у здания Республиканской избирательной комиссии в центре Белграда, завершился у церкви Святого Марка, где собравшиеся зажигали свечи в память об Ивановиче. Коалиция «Сербия против насилия» подала требование об отмене выборов 18 января. Следующий протест прошел 26 января у здания Конституционного суда Сербии в Белграде в связи с заявлениями о нарушениях и фальсификации голосов на выборах, состоявшихся 17 декабря.

### Результаты
Правительство согласилось с требованиями протестующих и объявило дополнительные внеочередные выборы.

## Экологический протест

### Предпосылки
В 2004 году в Сербии были обнаружены месторождения лития (ядарит), которые правительство отдало на разработку (проект Jadar). Добыча полезного ископаемого доверена корпорации Rio Tinto. В 2022 году протесты вынудили правительство Сербии отказаться от этой идеи. Протестующие выразили опасение, что это может негативно сказаться на экологии и экономике страны. В 2024 году добыча была возобновлена, что, в свою очередь, привело к новому массовому протесту.

### События 2024 года
В начале августа массовые акции протеста прошли по всей стране. 10 августа в Белграде состоялся многотысячный митинг против возобновления работы литиевого рудника.

### Результаты
В течение лета и осени 2024 года по всей стране состоялись многочисленные митинги, под лозунгом «Нећете копати!» (рус. Не будете копать!).
В начале августа президент Сербии Александр Вучич пообещал, что добывающие работы будут приостановлены на срок до 18 месяцев, в течение которых споры вокруг них не будут урегулированы. И позднее призвал экспертные группы оценить проект Jadar.
В октябре 2024 года, на волне протестного внимания к проекту Jadar, группа сербских экономистов опубликовала анализ условий договора, который правительство Сербии заключило с компанией Rio Tinto. По их выводам экономический эффект от предприятия для Сербии окажется незначительным. Основным выгодоприобретателем становится горнодобывающая компания. А многочисленные риски ложатся на Сербию.

## Протест против проведения белградского прайда

### Предпосылки
Белградский «парад гордости» проходит регулярно с 2010 года, однако попытки его проведения начались раньше, в виде массовой мирной уличной манифестации. Вследствие культурных особенностей сербского общества и пропаганды, эта манифестация вызывает протесты. Однако с каждым годом данные протесты теряют интенсивность.

### Ход протестов и результат
Несмотря на ежегодные протесты противников прайда, само событие прошло мирно и без инцидентов, а количество участников протеста было малочисленным. Белградский парад гордости был проведён без каких-либо заметных происшествий и противодействия.

## Протест фермеров

### Предпосылки
29 сентября в Нови-Саде перед зданием правительства Воеводины собрались фермеры из нескольких ассоциаций, недовольные невыполненными обещаниями государства и состоянием сельского хозяйства. Они заявили, что сельское хозяйство и сельская местность находятся «на грани смерти», а в результате летней засухи ситуация становится ещё более тревожной. Было заявлено, что выполнена лишь малая часть требований предыдущих переговоров с правительством, поэтому они просят с 1 января 2025 года иметь возможность покупать топливо на АЗС без акциза. А также потребовали единовременную выплату в 17 тысяч динаров за сертифицированные семена сразу, а не в декабре, чтобы приступить к их посеву. Фермеры утверждают, что как производители зарабатывают меньше всего, указывая на разницу, между закупочной ценой молока в 40 динаров и 139,99 динаров в магазине.

## Протест работников образования

### Предпосылки
В последние годы накопились проблемы, среди которых можно выделить: низкую оплату труда работников образования, низкое качество инфраструктуры (многие школы требуют ремонта, не хватает современного и качественного оборудования). А также причины морального характера и вопрос о достоинстве, к которым можно отнести низкий авторитет сотрудников образования в обществе и случаи откровенной агрессии со стороны родителей учеников, против которой работники образования не имеют правовой защиты, исходя из своего статуса работника образования (а могут защищаться исключительно в общегражданском порядке).

### Ход протестов
2 октября синдикат профсоюзов работников образования организовал однодневную забастовку в школах, а также провёл акцию протеста перед сербским парламентом, после чего участники направились к зданию правительства. К забастовке присоединились и работники некоторых детских садов. Минобразования заявило, что занятия проводились в 48,32 % школ, а в 23,39 % полностью приостановлены.
Накануне представители профсоюзов провели встречу с премьер-министром Милошем Вучевичем, однако, получили ответ, что требования могут быть удовлетворены повышением зарплат на 12 % с января 2025 года для преподавательского состава и на 8 % для непреподавательского состава. А также будет разработан новый проект договоров для работников начальных и средних школ и общежитий учащихся, которые бы могли лучше защитить работников.
В связи с тем, что требования протестующих не были удовлетворены, то участники перешли к следующей фазе забастовки:
- ежемесячные дни забастовки;
- выставление учащимся только оценки отлично, вне зависимости от академической успеваемости[19];
- сокращение уроков до 30 минут, на протяжении согласованного ограниченного периода[20].

Финальная в 2024 году забастовка работников образования должна была состоятся на неделе с 23 по 27 декабря, то есть на последней учебной неделе в году. Однако 20 декабря, в результате экстренного собрания правительства, начало зимних каникул было неожиданно перенесено на 24 декабря 2024 года.

### Результаты
Правительство после серии переговоров предложило повышение заработной платы на 11 % вместо более раннего предложения в 12 % для преподавателей и 8 % для непреподавательского состава и выплату единовременной денежной помощи в размере 15000 динаров. Однако индексация заработной платы работников образования, в соответствие со средней зарплатой по Республике не произошло. Синдикат профсоюзов работников образования сообщил, что протест будет продолжен.
9 января 2025 года прошла встреча представителей синдиката профсоюзов работников образования и премьер-министра Милоша Вучевича. Правительство предложило трижды повысить зарплаты работникам образования в 2025 году. Таким образом, к октябрю 2025 года зарплата учителей должна сравняться со средней по республике. Однако окончательная договоренность с протестующими не была достигнута.

## Протест после обрушения вокзала в Нови Саде

### Предпосылки
1 ноября 2024 года в 11:52 обрушился навес при входе в главное здание вокзала Нови-Сада. Под обрушившейся конструкцией оказались 17 человек, лишь двоим из которых удалось выжить.

### Ход протестов
Трагедия вызывала быструю и бурную общественную реакцию, которая привела к массовым протестам. Важным контекстом для массовости и интенсивности протеста стало то, что здание вокзала было недавно открыто после долгой реконструкции, которая вызывала нарекания уже в процессе проведения. Вторым фактором стал общественно-политический кризис, длящийся в Сербии на протяжении последних лет.

#### «Сербия, остановись» и блокады университетов
Одной из наиболее заметных и массовых акций протеста стала «Сербия, остановись» (серб. Zastani, Srbijo!). Её начали проводить по пятницам в 11:52, то есть в день и время обрушения навеса: участники, собирались на улицах или останавливались в том месте, где находились, и проводили 15 минут в молчании (по минуте на каждого погибшего). Данные акции приводили, а порой и специально проводились таким образом, чтобы блокировать городское дорожное движение. Несколько участников акции подверглись наездами автомобилями, и другому физическому насилию со стороны провокаторов и сотрудников полиции.
В декабре 2024 года студенты университетов Сербии начали акции по блокаде учебных заведений. Поводом для таких протестов послужили жестокие задержания и аресты студентов на акциях протестов, многие из которых были произведены сотрудниками полиции в штатском. К требованиям протестующих о восстановлении справедливости, по отношению к жертвам трагедии в Нови Саде, добавились требования о справедливости, в отношении задержанных студентов и требование увеличить финансирование учреждений высшего образования Сербии. А также требования расследования и привлечения к ответственности провокаторов, которые устраивали нападения на протестующих студентов и поддержавших их преподавателей. Блокаду широко поддержали, как простые граждане, так и ряд деятелей науки и искусства и СМИ. В свою очередь, студенческий протест был поддержан синдикатом профсоюзов работников образования, который, в том числе, выдвинул требование отставки министра образования Славицы Джукич-Деянович. Данный студенческий протест быстро был назван самым массовым со времён протестов 1996—1997 годов.
22 декабря 2024 года массовые митинги состоялись во многих городах Сербии. Так в Нише митинг собрал 7 тысяч участников. В Крагуеваце около 2500. Митинг в Белграде на площади Славия собрал больше 100 тысяч участников, что сделало его самым массовым в истории Сербии. При этом МВД заявило только о 29 тысячах участников.

### Результаты
11 декабря президент Сербии Александр Вучич выступил с обращением к народу, в котором пообещал удовлетворить требования протестующих. Среди чего обещал, что уже на следующий день, 12 декабря, будут опубликованы все документы, связанные с реконструкцией железнодорожного вокзала в Нови Саде. Однако, как было отмечено рядом СМИ позже, реальных действий по выполнению обещания не было предпринято, а самые важные части документации так и не были опубликованы. Протесты и блокады университетов продолжились, итоговая и, разом, первая акция 2025 года была проведена студенческими объединениями в ночь с 31 декабря 2024 на 1 января 2025. 
Невыполнение требований протестующих привело к продолжению протестного движения и массовым акциям, которые охватили всю страну, в 2025 году.  